# Oost-Cappel
Oost-Cappel är en kommun i departementet Nord i regionen Hauts-de-France i norra Frankrike. Kommunen ligger i kantonen Hondschoote som tillhör arrondissementet Dunkerque. År 2022 hade Oost-Cappel 468 invånare.

## Befolkningsutveckling
Antalet invånare i kommunen Oost-Cappel
| Referens: INSEE |

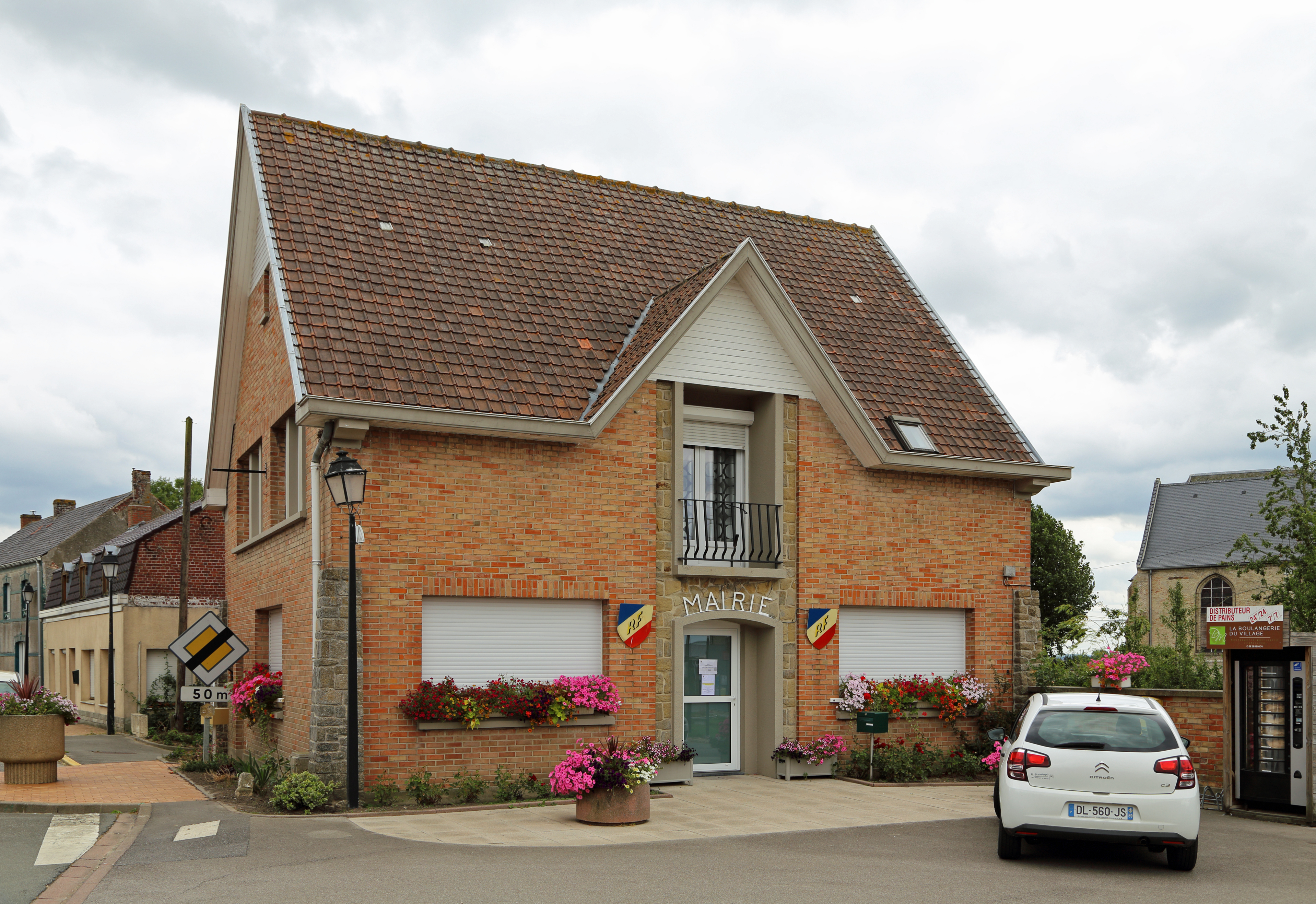
Rådhus i Oost-Cappel
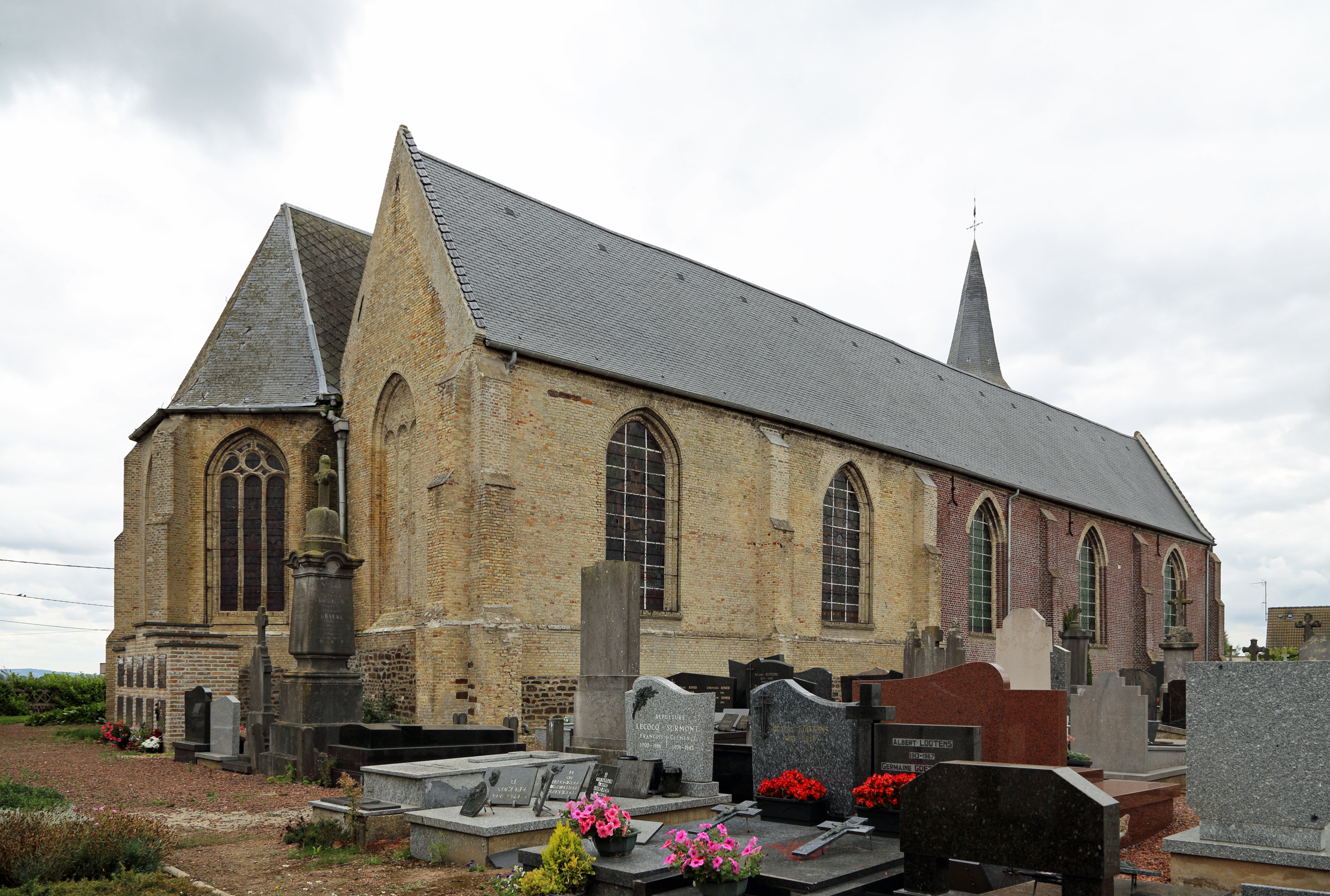
Sankt Nicolai kyrka i Oost-Cappel